# 1815 au Bas-Canada
Cet article traite des événements survenus en 1815 au Bas-Canada. 

L'année 1815 a été marquée par plusieurs événements qui ont changé la vie des Canadiens.

## Événements

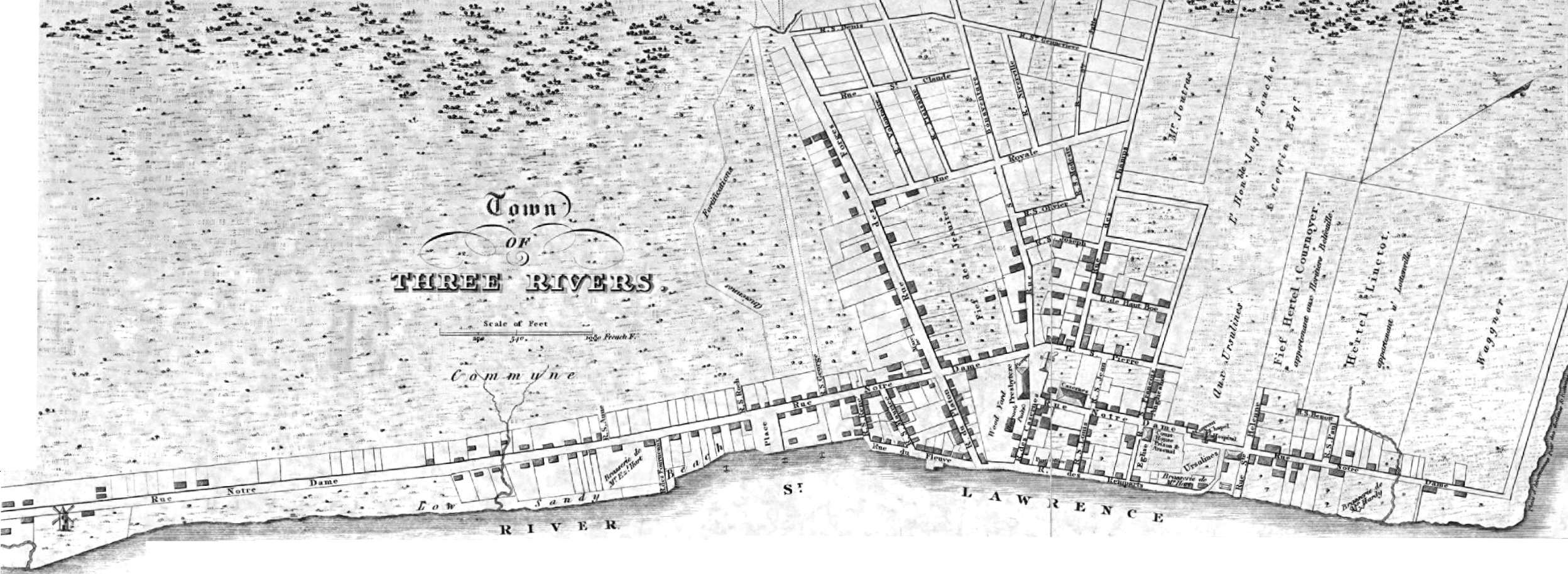
Carte des Trois-Rivières réalisée par Joseph Bouchette

- George Murray est lieutenant gouverneur du Haut-Canada. Il sera rappelé rapidement en Europe en mai pour combattre Napoléon.
- 8 janvier : défaite britannique à la Bataille de La Nouvelle-Orléans. Les belligérants n'étaient pas au courant du traité de paix.
- 21 janvier : ouverture de la Huitième législature du Bas-Canada. Louis-Joseph Papineau devient président de l’Assemblée législative du Bas-Canada. Il engage la lutte nationaliste sur le terrain constitutionnel. L’Assemblée se heurte au pouvoir exécutif contrôlé par la Clique du château.
- 16 février : ratification par le gouvernement américain du Traité de Gand mettant fin à la Guerre de 1812.
- Avril : Le gouverneur George Prevost est rappelé à Londres. Gordon Drummond lui succède.
- 25 avril : les britanniques quittent Castine dans le Maine actuel qui fut conquis l'année précédente. Fin de la colonie de la Nouvelle Irlande.
- Juin : première agression des Bois-Brûlés contre les colons d’Assiniboia sur la Rivière Rouge. Les colons doivent abandonner provisoirement leurs lots. Ils en seront chassés à nouveau en juin 1816 par les métis dirigés par Cuthbert Grant. Vingt-deux colons sont tués.
- 1 juillet : les britanniques récupèrent des américains Fort Amherstburg rebâti comme Fort Malden (en). La frontière États-Unis et Haut-Canada redevient comme avant la Guerre de 1812.
- 1 juillet : première exploration de la Caverne de Saint-Léonard près de Montréal.
- 18 juillet : les britanniques abandonnent le Fort Mackinac.
- 20 novembre : le Traité de Paris (1815) cède définitivement à la France les îles de Saint-Pierre-et-Miquelon après une occupation britannique depuis 1793.
- Fondation de la ville de Drummondville au Bas-Canada par le major général Frederick George Heriot nommé en l'honneur du gouverneur Gordon Drummond.
- L'arpenteur Joseph Bouchette publie le livre Topographical Description of the province of Lower Canada[1]. Ce livre sera la référence en cartograhie pour le Bas-Canada pour quelques décennies.
- Le Haut-Canada compte 80 000 habitants. Sa population s’accroît considérablement par l’apport d’émigrants venus des États-Unis et de la métropole et passe à plus de 210 000 en 1830 et à plus de 340 000 en 1835.

## Culture
- Les quadrilles vont progressivement devenir populaire parmi les danses chez les canadiens français et seront ajoutés à leur folklore.
- La Société des Jeunes Artistes / Society of Young Artists présente sa souscription pour la saison théâtrale 1815-1816[2].

## Naissances
- 2 janvier : Jean-Baptiste Rolland, imprimeur et politicien.
- 10 janvier : John Alexander Macdonald, premier des premiers ministres du Canada, Il est né à Glasgow en Écosse.
- 2 mai : William Buell Richards, premier juge en chef du Canada.
- 19 juin : Cornelius Krieghoff, artiste peintre.
- 18 septembre : Joseph Duquet, notaire et patriote.
- 11 novembre : Moïse Fortier, marchand et politicien.
- 23 novembre : Pierre-Adolphe Pinsonnault, évêque de London.
- Antoine-Nicolas Braun, missionnaire jésuite.

## Décès
- 10 mai : Michel-Amable Berthelot Dartigny, juge et politicien.
- 17 mai : Jean-Antoine Panet, politicien.
- 21 décembre : Robert Prescott, gouverneur du Bas-Canada.
- Pierre de Sales Laterrière, aventurier.